# 30e régiment d'infanterie (États-Unis)
Pour les articles homonymes, voir 30e régiment d'infanterie.
Le 30e régiment d'infanterie des États-Unis  est un régiment de l'armée américaine créé en 1901.

## Membres notables
- Lucian Adams, récipiendaire de la Medal of Honor pendant la Seconde Guerre mondiale.